# Да Дін
Да Дін (кит. трад.: 大丁; піньїнь: Da Ding) або Тай Дін — другий правитель Китаю з династії Шан. Успадкував престол від свого батька, Тана, засновника династії.